# Fossombronia australinipponica
Fossombronia australinipponica là một loài Rêu trong họ Fossombroniaceae. Loài này được Horik. mô tả khoa học đầu tiên năm 1934.